# The Poetry Society (India)
A Poetry Society (Índia) foi formada em julho de 1984 em Nova Délhi como uma associação voluntária para promover a poesia indiana e cuidar dos interesses dos poetas indianos. Os membros fundadores incluíam os poetas indianos Keshav Malik, JP Das, HK Kaul e Lakshmi Kannan. A Sociedade realiza seminários, oficinas de escrita criativa, leitura e publicações de periódicos e antologias de poesia. Também realiza todas as competições de poesia da Índia, incluindo competições entre crianças de idade escolar.

## O Jornal da Sociedade de Poesia
A Poetry Society também publica um Poetry Journal semestral. Foi iniciado em 1990 e publica o melhor da poesia indiana escrita em inglês, incluindo as traduzidas de idiomas indianos. A revista também publica resenhas de livros e críticas literárias. A sociedade tem conduzido toda a competição de poesia indiana entre crianças em idade escolar.

## A competição
Desde 1988, a The Poetry Society (India) realiza todas as competições de poesia da Índia em colaboração com o British Council . O concurso é aberto a todos os cidadãos indianos por seus poemas originais escritos em inglês ou por poemas traduzidos para o inglês de qualquer um dos idiomas indianos reconhecidos. Milhares de poetas participaram dessas difíceis competições, nas qual o valor da premiação é muito baixa.Os juízes, constituídos por eminentes poetas da Índia e do exterior, avaliam os poemas sem conhecer a identidade dos poetas participantes da competição. As competições organizadas pela Poetry Society estão entre os principais Indian Poetry Awards.
Os seguintes poetas venceram a India Poetry Competitions organizadas pela Poetry Society (India):
- 1988   : Primeiro Prêmio - Vijay Nambisan pelo poema " Madras Central "
- 1990   : Primeiro Prêmio - Rukmini Bhaya Nair pelo poema " Kali "
- 1991   : Primeiro Prêmio - Rajlukshmee Debee Bhattacharya pelo poema " Punarnava "
- 1993   : Primeiro Prêmio - Shampa Sinha pelo poema " Siesta " e Segundo Prêmio - Tarun Cherian pelo poema " A Oração de um Escritor "
- 1994   : Primeiro prêmio - Anju Makhija pelo poema " O fantasma de um fazendeiro " e segundo prêmio - Smita Agarwal pelo poema "Nossa enfermeira adotiva da natureza é repouso"
- 1995   : Primeiro prêmio - Tabish Khair, para o poema " Aves do norte da Europa ", e segundo prêmio - Gopi Krishnan Kottoor, para o poema " The Coffin Maker "
- 1997   : Primeiro Prêmio - Ranjit Hoskote pelo poema " Retrato de uma Dama " e Segundo Prêmio - Gopi Krishnan Kottoor pelo poema " Escavação "
- 1998   : Primeiro prêmio - K. Sri Lata pelo poema " Em Santa Cruz, diagnosticado com doença do lar " e segundo prêmio - Revathy Gopal pelo poema "Linhas por encontrar um primo há muito tempo perdido"
- 2000   : Primeiro prêmio - Shahnaz Habib pelo poema " De hipocrisia e maçãs do rosto " e segundo prêmio - Revathy Gopal pelo poema " Eu te conheceria em qualquer lugar "
- 2013   : Primeiro prêmio - Mathew John pelo poema " Outra carta de outro pai para outro filho ", segundo prêmio - N Madani Syed por "That Yellow Sweater", Tapan Kumar Pradhan por "The Buddha Smiled" .
- 2014   : Primeiro prêmio - Probal Mazumdar pelo poema "Grand Mother", segundo prêmio - Vidya S. Panicker por "A Suitcase Too Small" e terceiro - N Madani Syed por "A Song to Sing"
- 2015   : (INGLÊS)   : - Primeiro prêmio (inglês) - Sukanya Shaji pelo poema "Peregrinação", segundo prêmio - Debrup Bhattacharya por "Star's Demise" e terceiro prêmio - KE Priyamvada por "Fireflies" ; (HINDI)   : - Primeiro prêmio - Parul Gupta pelo poema "Bhukamp", segundo prêmio - Amit Bisht por "Ek Kisaan ka Suicide Note" e terceiro prêmio - Rajesh Ahuja por "Man-Manthan"
- 2016   : (INGLÊS)   : - Primeiro prêmio - Yatiraj Ramanujam pelo poema "Uma viagem súbita", segundo prêmio - Shrestha Ghosh por "Um sonho" e terceiro prêmio - Maitri S Shah por "Violência da verdade" ; (HINDI)   : - Primeiro prêmio - Gaurav J. Pathania pelo poema "Plastic", segundo prêmio - Neelam Saxena por "Khushi" e terceiro prêmio - Monika Bhambhu Kalana por "Tumhare Laut Aane ki Khushi Mein"

Não houve prêmios entre 2000 e 2013. Até 2000, os prêmios foram patrocinados pelo British Council . Desde 2013, os prêmios são co-patrocinados pelo MHRD